# Santa Maria degli Angeli e dei Martiri
De Basilica di Santa Maria degli Angeli e dei Martiri (Nederlands:Basiliek van Onze-Lieve-Vrouw van de Engelen en van de Martelaren) is een rooms-katholieke kerk in Rome in de voormalige thermen van Diocletianus. De basiliek is gewijd aan de heilige Maagd Maria van de Engelen en aan de martelaren, daarmee ook doelend op de 40.000 christelijke dwangarbeiders die de thermen bouwden.

## Geschiedenis
De Siciliaanse priester Antonio Lo Duca zou in de zomer van 1541 in de kerk van Santa Maria di Loreto, nabij het Forum van Trajanus, een visioen gehad hebben waarbij hij een wit licht zag opstijgen vanuit de thermen van Diocletianus. In het midden bevonden zich de zeven martelaren (Saturninus, Ciriacus, Largus , Smaragdus, Sisinnius, Traso en paus Marcellus). Antonio was ervan overtuigd dat er een kerk gebouwd moest worden, opgedragen aan de Zeven Engelen en de Zeven Martelaren in de ruïnes van de thermen. Maar Antonio kreeg hiervoor geen steun van paus Paulus III. Maar na de korte pontificaten van Marcellus II en Paulus IV, kwam paus Pius IV aan de macht, een Medici-paus. Bij hem vond Antonio Lo Duca wel de steun voor het bouwen van een nieuwe kerk. Op 27 juli 1561 gaf de nieuwe paus de opdracht voor de constructie van de Santa Maria Degli Angeli e dei Martyri. De paus gaf Michelangelo, toen al 86 jaar oud, de opdracht het tepidarium om te bouwen tot het schip van de kerk. 
Na Michelangelo’s dood in 1564, en die van paus Pius IV in 1565, onderging het plan grondige wijzigingen. 
In 1749 werd het ontwerp van Michelangelo deels vernietigd door Luigi Vanvitelli door verbouwingen op wens van de kartuizers, die de kerk en het klooster beheerden. Echt een succes is deze verbouwing niet geworden; later is er nog heel wat aan de kerk verbouwd om de verkeerde verhoudingen die waren ontstaan na de verbouwing van Vanvitelli te verbeteren.

## Gebouw en kunstschatten
Michelangelo liet het originele ontwerp van het badhuis onaangetast, en plaatste de entree van de kerk aan de oostkant, zodat de enorme hal van het oorspronkelijke tepidarium het schip van de kerk vormde. Hij verhoogde wel de vloer met twee meter, zodat de ruimte vandaag twee meter lager is dan het originele ontwerp. Ook zijn de prachtige versieringen die ooit het plafond van de centrale hal sierden, helemaal verdwenen.
Bij het binnengaan van de kerk was de eerste indruk de enorme grootsheid van de kerk, die werd benadrukt door de acht enorme zuilen van roze, Afrikaanse graniet, 14 meter hoog en meer dan 1,6 meter in diameter. Acht van deze zuilen dragen nog steeds de originele architraaf, de afwerking van een zuil aan de bovenkant. De zuilen waren in de oudheid zeventien meter hoog, nu nog maar vijftien meter omdat Michelangelo de vloer twee meter heeft verhoogd.
In de rechtervleugel ligt in de vloer de Linea Clementina, een meridiaan met de tekens van de dierenriem, die paus Clemens XI heeft laten aanleggen door Francesco Bianchini in 1702. Deze lijn werd gebruikt om pasen te voorspellen en kalenders goed te zetten. De kerk werd om meerdere redenen gekozen: de kerk was zoals de meeste badhuizen naar het zuiden gericht, hierdoor komt er zolang de zon op is, altijd zonlicht op de kerk. Ook was de kerk al gestopt met zakken en had het hoge muren. Hierdoor zou de meridiaan erg precies zijn. In de kerk zelf is de meridiaan afgezet met linten.
Luigi Vanvitelli draaide de spil van de kerk 90 graden, door een kleine zijtoegang aan de zuidkant te veranderen in de hoofdtoegang, en de toevoeging van een apsis. Door Vanvitelli’s verbouwing komt men de kerk nu binnen waar ooit het caldarium lag (deze ruimte is nu helemaal verdwenen), vervolgens betreedt men de vestibule van de kerk, het oude tepidarium. Deze afgeronde, achthoekige ruimte heeft een koepel met acht cassetteringen en een oculus. Ten slotte vormt de grote hal, het frigidarium van Diocletianus’ thermen, dat nu dienstdoet als transept van de kerk. De impressie van de grootsheid van de kerk is dus drastisch verkleind, omdat het schip, dat nu het transept was geworden, wordt binnengegaan vanaf deze kleine achthoekige hal.
Daarnaast zijn er ook werken zoals "De verkondiging van Hiëronymus" door Paul Bril (rechterkant transept), "Noli me tangere" door Hendrick van den Broeck (altaarstuk achter doopvont aan de ingang van de linkerkapel) en enkele plafondschilderijen eveneens van Hendrick van den Broeck (linkerkapel voor altaar) te bewonderen.

## Titelkerk
De kerk is sinds 1565 een titelkerk. Titularissen sinds 1994 waren:
- William Henry Keeler (1994-2017)
- Anders Arborelius (2017-heden)

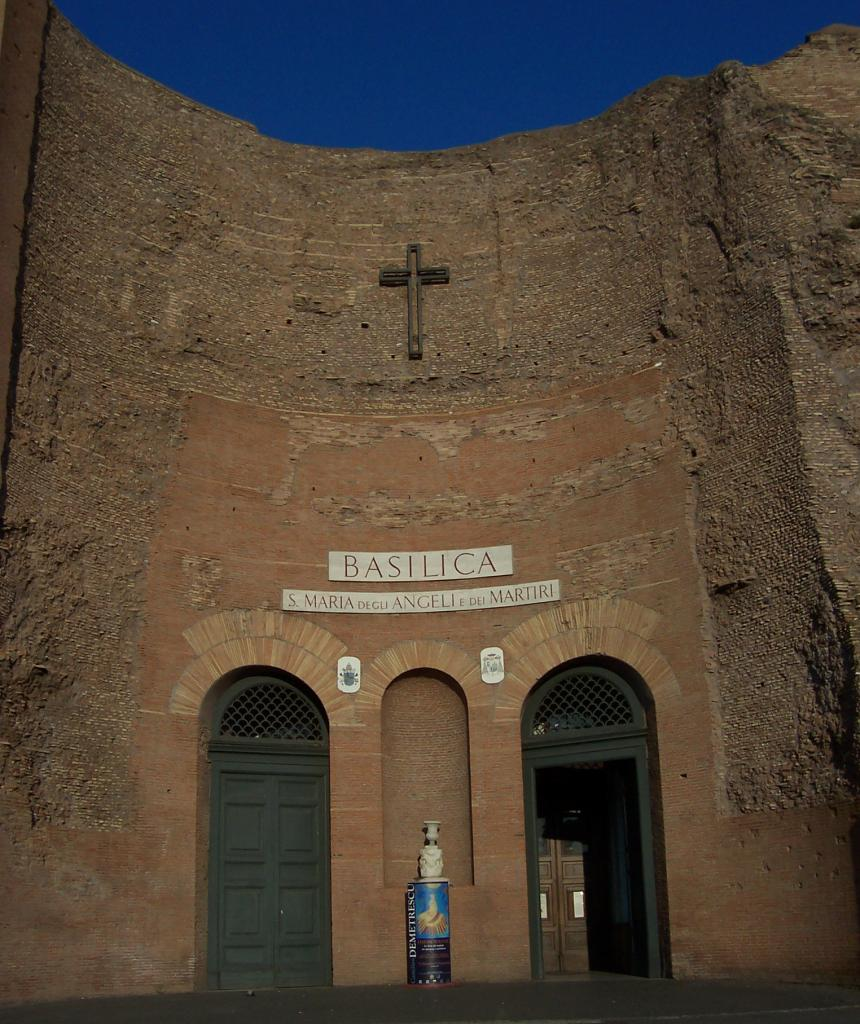
Entree van de Santa Maria degli Angeli
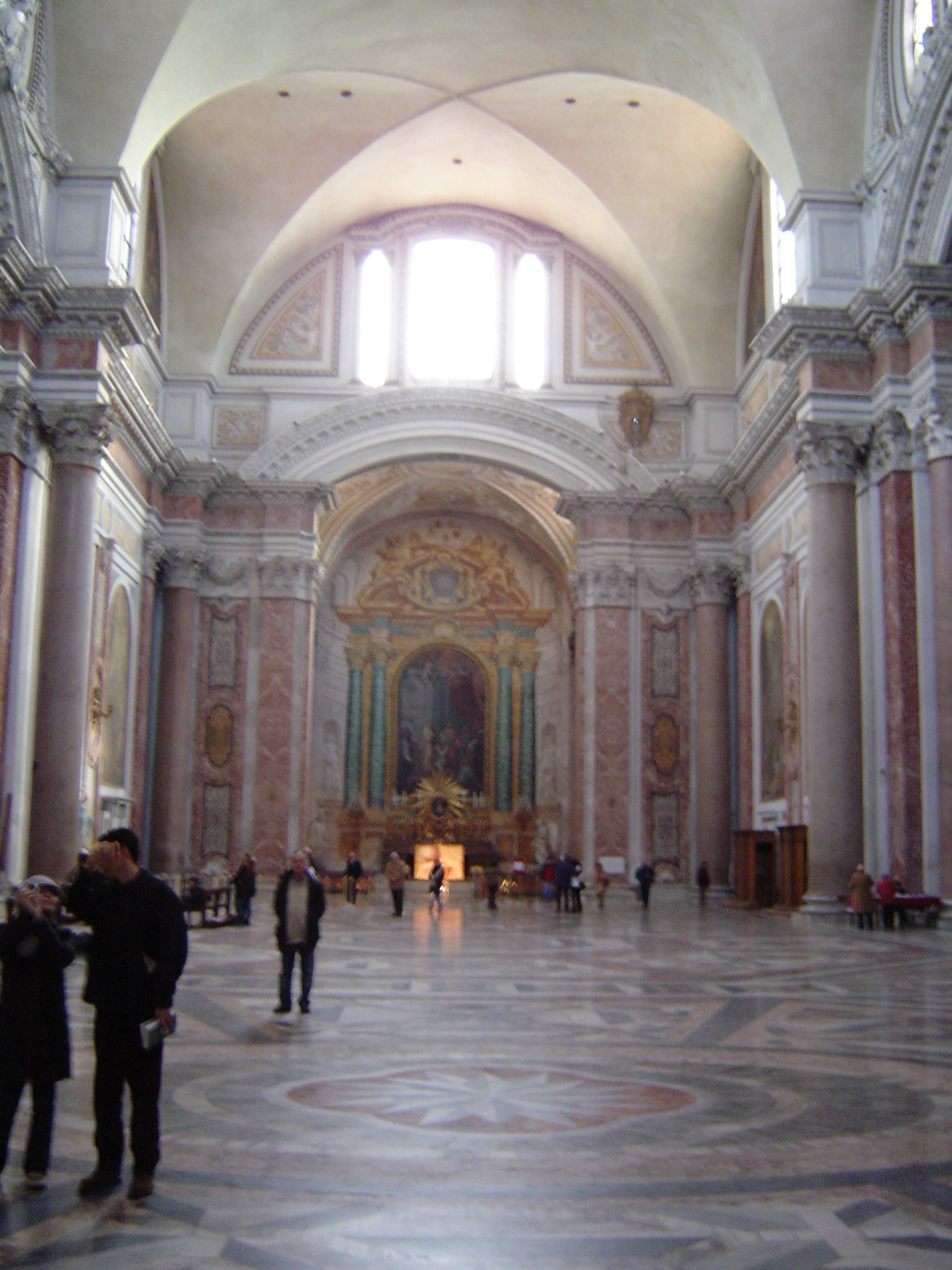
Het schip van de kerk
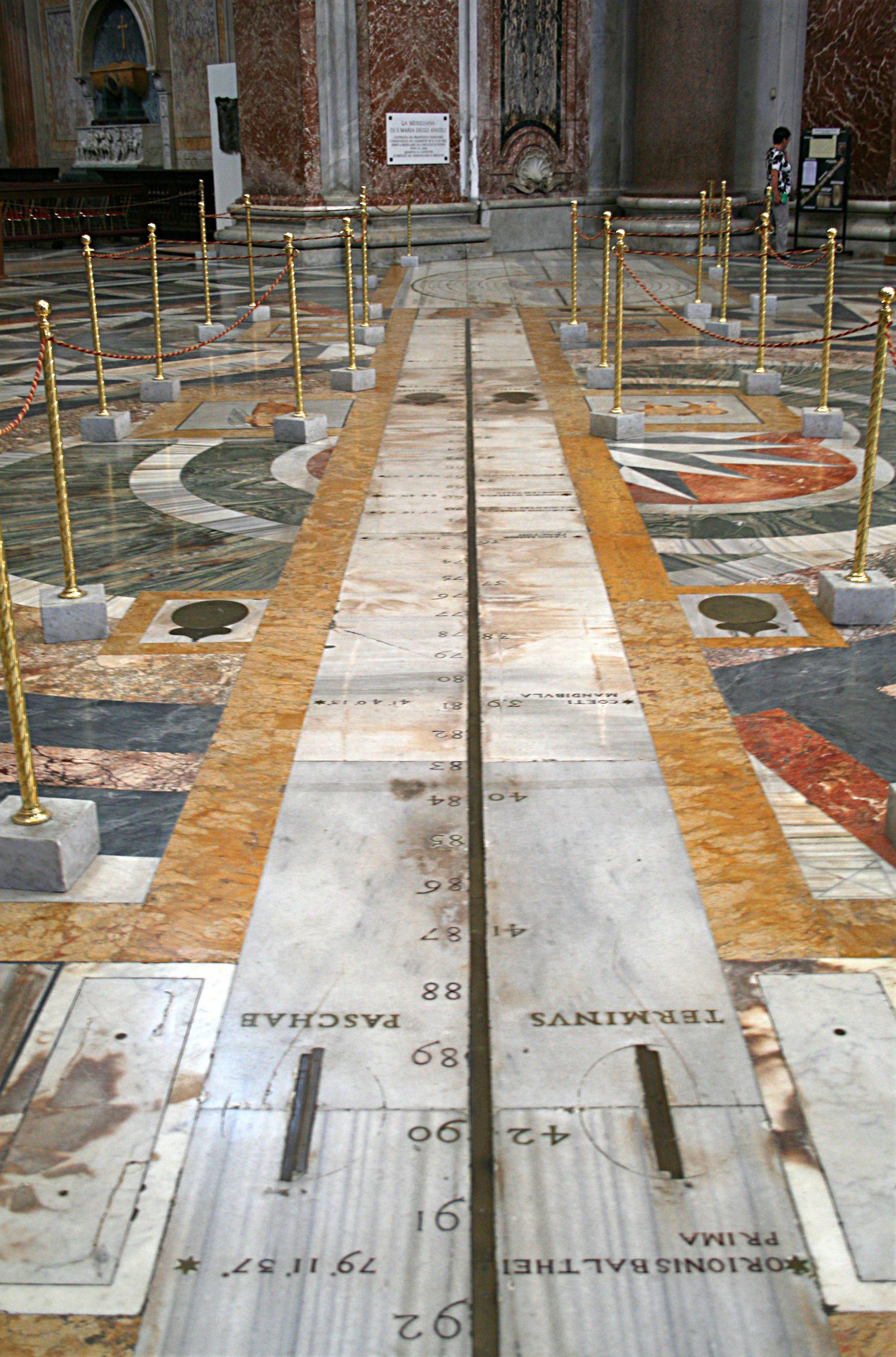
Linea Clementina

Sant'Agnese fuori le mura · 
Sant'Agnese in Agone · 
Sant'Agostino · 
Sant'Alberto Magno · 
Basilica di Santa Anastasia · 
Sant'Andrea al Quirinale · 
Sant'Andrea delle Fratte · 
Sant'Andrea della Valle · 
Sant'Andrea in Via Flaminia · 
Sant'Angela Merici · 
Santi Angeli Custodi a Città Giardino · 
Sant'Anselmo all'Aventino · 
Sant'Antonio da Padova all'Esquilino · 
Sant'Antonio da Padova in Via Tuscolana · 
Sant’Antonio di Padova a Circonvallazione Appia · 
Sant'Antonio in Campo Marzio · 
Sant'Apollinare alle Terme Neroniane-Alessandrine · 
Sant'Atanasio · 
Sant'Atanasio a Via Tiburtina · 
Santi Aquila e Priscilla · 
Santa Balbina · 
San Bernardo alle Terme · 
Santi Bonifacio e Alessio · 
San Callisto · 
San Camillo de Lellis · 
San Carlo ai Catinari · 
San Carlo al Corso · 
Basiliek van Santa Cecilia in Trastevere · 
San Cesareo in Palatio · 
Santa Chiara a Vigna Clara · 
San Clemente · 
San Corbiniano · 
Santi Cosma e Damiano in Via Sacra · 
San Crisogono · 
Santa Croce in Gerusalemme · 
Santa Croce in Via Flaminia · 
Sacro Cuore di Cristo Re · 
Sacro Cuore di Gesù · 
Sacro Cuore di Gesù agonizzante a Vitinia · 
Dio Padre Misericordioso · 
Santi XII Apostoli · 
San Domenico di Guzman · 
Santi Domenico e Sisto · 
Sant'Elena fuori Porta Prenestina · 
Sant'Eligio dei Ferrari · 
Sant'Emerenziana a Tor Fiorenza · 
Sant'Eugenio · 
Sant'Eusebio · 
Santi Fabiano e Venanzio a Villa Fiorelli · 
San Felice da Cantalice a Centocelle · 
Santa Francesca Romana · 
San Francesco a Ripa · 
San Francesco di Paola ai Monti · 
Friezenkerk · 
San Frumenzio ai Prati Fiscali · 
Il Gesù · 
Gesù Divino Lavoratore · 
San Giacomo in Augusta · 
San Gioacchino ai Prati di Castello · 
Santi Gioacchino e Anna al Tuscolano · 
San Giovanni a Porta Latina · 
San Giovanni Bosco in via Tuscolana · 
San Giovanni Crisostomo a Monte Sacro Alto · 
San Giovanni dei Fiorentini · 
Santi Giovanni e Paolo · 
Santi Giovanni Evangelista e Petronio · 
San Giovanni Maria Vianney · 
San Girolamo dei Croati · 
San Giuliano Martire · 
San Giustino · 
Gran Madre di Dio · 
San Gregorio Magno al Celio · 
San Gregorio Magno alla Magliana Nuova · 
San Gregorio VII · 
Sant'Ignazio · 
Sint-Jan van Lateranen · 
Sint-Juliaan-der-Vlamingen · 
San Leonardo da Porto Maurizio · 
San Leone I · 
San Liborio · 
San Lorenzo in Damaso ·  
San Lorenzo in Lucina · 
San Lorenzo in Panisperna · 
San Luca a Via Prenestina · 
San Luigi dei Francesi · 
Santuario della Madonna del Divino Amore · 
Madonna dell'Archetto - 
Santi Marcellino e Pietro · 
San Marcello al Corso · 
San Marco · 
Santa Maria ai Monti · 
Santa Maria Ausiliatrice in Via Tuscolana · 
Santa Maria Consolatrice al Tiburtino · 
Santa Maria degli Angeli e dei Martiri · 
Santa Maria dei Miracoli en Santa Maria in Montesanto · 
Santa Maria dell'Anima · 
Santa Maria della Pace · 
Santa Maria della Salute a Primavalle · 
Santa Maria della Scala · 
Santa Maria della Vittoria · 
Santa Maria delle Grazie a Via Trionfale · 
Santa Maria del Popolo · 
Santa Maria del Suffragio · 
Santa Maria di Monserrato · 
Santa Maria Domenica Mazzarello · 
Santa Maria Goretti · 
Santa Maria Immacolata a Grottarossa · 
Santa Maria in Aquiro · 
Santa Maria in Aracoeli · 
Santa Maria in Campitelli · 
Santa Maria in Cappella · 
Santa Maria in Domnica · 
Santa Maria in Transpontina · 
Santa Maria in Trastevere · 
Santa Maria in Trivio · 
Santa Maria in Vallicella · 
Santa Maria in Via · 
Santa Maria in Via Lata · 
Santa Maria Liberatrice a Monte Testaccio · 
Santa Maria Madre della Providenza a Monte Verde · 
Santa Maria Madre del Redentore a Tor Bella Monaca · 
Basiliek van Santa Maria Maggiore · 
Santa Maria Regina degli Apostoli alla Montagnola · 
Santa Maria Regina Mundi a Torre Spaccata · 
Santa Maria sopra Minerva · 
Santa Beata Maria Vergine Addolorata a piazza Buenos Aires · 
San Martino ai Monti · 
Natività di Nostro Signore Gesù Cristo a Via Gallia · 
Santi Nereo e Achilleo · 
San Nicola in Carcere · 
Santissimo Nome di Maria al Foro Traiano · 
Nostra Signora del Sacro Cuore · 
Ognissanti in Via Appia Nuova · 
Sant'Onofrio · 
Sint-Pancratiusbasiliek · 
Pantheon (Rome) · 
San Patrizio ·
Sint-Anna in Lateranen ·
Sint-Paulus buiten de Muren · 
Sint-Pietersbasiliek · 
Santi Pietro e Paolo a Via Ostiense · 
San Pietro in Montorio · 
San Pietro in Vincoli · 
Santa Prassede · 
Preziosissimo Sangue di Nostro Signore Gesù Cristo · 
Santa Prisca · 
Santa Pudenziana · 
Santi Quattro Coronati · 
Santi Quirico e Giulitta · 
Santissimo Redentore e Sant'Alfonso in Via Merulana · 
Santa Sabina · 
San Salvatore in Lauro · 
Sint-Sebastiaan buiten de Muren · 
San Silvestro in Capite · 
Santi Simone e Giuda Taddeo a Torre Angela · 
Sixtijnse Kapel · 
Santa Sofia a Via Boccea · 
Santa Susanna · 
Tempietto van San Pietro in Montorio · 
Santa Teresa al Corso d’Italia · 
Trinità dei Monti · 
Sant’Ugo · 
Beata Vergine Maria del Monte Carmelo a Mostacciano · 
Basilica di San Vitale
- Gemeinsame Normdatei: 4359179-6
- Library of Congress Control Number: n82230187
- Nationale Bibliotheek van Israël: 987007599543805171
- Système universitaire de documentation: 076914097
- Virtual International Authority File: 155969466